# Joseph-François Baudelaire
Joseph-François Baudelaire (La Neuville-au-Pont, 7 de junio de 1759-París, 10 de febrero de 1827), más conocido como François Baudelaire, fue padre del poeta Charles Baudelaire (1821-1867). François Baudelaire ejerció muchos oficios, desde sacerdote hasta preceptor, pasando por funcionario del Senado francés o dibujante por horas.

## Biografía
François Baudelaire, nacido el 7 de junio de 1759 en La Neuville-au-Pont (Marne), era hijo de Claude Baudelaire y Marie Charlotte Dieu. Baudelaire se cría en una familia de viticultores. Su destino fue el sacerdocio. Ordenado sacerdote hacia 1784, consigue un cargo en el colegio Santa Bárbara de París. Entabla relación con la familia Choiseul-Praslin y para dos de sus hijos, sus alumnos Felix y Alphonse de Choiseul-Praslin, redacta un manual de La lengua latina ilustrada por figuras. Hacia 1793, abandona el estado sacerdotal y se casa con Jeanne Justine Rosalie Janin. La boda tuvo lugar el 7 de mayo de 1797, en París. La novia era una artista y pintora parisina. Fruto de esa relación nacería, el 18 de enero de 1805, su hijo Claude Alphonse Baudelaire. 
El 23 de diciembre de 1814 muere su esposa y unos años después, el 9 de septiembre de 1819, contrae nuevas nupcias con Caroline Dufaÿs, en París. El 9 de abril de 1821 nacerá su hijo Charles.
François Baudelaire muere en París, en la calle Hautefeuille, el 10 de febrero de 1827, a los 67 años de edad. El 8 de noviembre de 1828, su viuda se casa nuevamente en París con el coronel Jacques Aupick.

## Obras
- Dos gouaches: Vestale y Colombes, firmados y datados en 1804, 31 x 23 cm. Se subastaron en la galería Binoche & Godeau el 19 de octubre de 1995, lote n° 16, y fueron adjudicados por 36 000 francos.
- Un gouache: "Le chiffre d'Amour", subastada en la galería Aguttes el 11 de junio de 2012 con el número 47.[2]
- En un artículo de La Estampilla se reproducen una decena de dibujos conservados en colecciones particulares.
- La web Joconde muestra que el museo Grodet-Labadié de Marsella conserva una obra. Se trata de un dibujo a la pluma datado en 1801, que representa la Tombe de Eugène.

## Iconografía
- Jean-Baptiste Regnault ha pintado su retrato hacia 1810.